# Philippe Mottu
Philippe Mottu est un intellectuel suisse né le 9 octobre 1913 à Genève et décédé à Lonay le 23 août 2010. Après des études de théologie et de sciences politiques aux universités de Genève et Lausanne, il commence une carrière de diplomate et adhère aux Groupes d'Oxford, mouvement lancé par Frank Buchman. En 1946 il est l’un des instigateurs du rachat par une centaine de Suisses du Caux-Palace, un hôtel en déshérence situé au-dessus de Montreux pour en faire un centre de rencontres international au service de la « reconstruction de l’Europe ». Il est l'auteur d’une douzaine d’ouvrages de réflexions politiques et sociales.

## Biographie

### Jeunesse et formation
Issu d’une vieille famille genevoise dont l'ancêtre, Jacques Mottu, s'était établi à Genève vers 1597, Philippe Mottu est le fils du pasteur genevois Henri Mottu, modérateur de la « vénérable Compagnie des Pasteurs de Genève », et de Marthe Mottu, née Reverdin.
Diplômé en sciences politiques de l'Université de Genève, il commence dans la vie au sein d’une banque privée. En février 1933, il connaît une expérience de conversion. Il décide alors de faire des études de théologie à Lausanne. Son professeur de latin, Jules Rochat, le met en contact avec les Groupes d’Oxford, l’ancêtre d'Initiatives et Changement, qui se fera connaître de 1938 à 2001 sous le nom de « Réarmement moral ». Il est conquis : « D’une manière simple et naturelle, il me parle de l’écoute intérieure et du partage, de coordonnées morales permettant d’évaluer la qualité de nos pensées et nos actes, valeurs indispensables pour vivre harmonieusement avec ceux qui nous entourent », écrit-il.

### Engagement au sein du Réarmement moral
En 1935, Frank Buchman, le fondateur des Groupes d’Oxford, vient à Genève avec une équipe pour contacter les délégués de la Société des Nations. Mottu le rencontre, et c’est le début d'une longue amitié, forte mais qui n'ira pas sans difficultés, au cours de laquelle les deux hommes échangent une abondante correspondance.
En 1938, face à la montée des dangers de guerre, Frank Buchman lance un appel au réarmement moral et spirituel des nations. Philippe Mottu s'en fait le relais actif en Suisse.
Au cours des années qui ont suivi, Mottu a participé aux actions du Réarmement moral en Suisse et à l’étranger, organisant notamment de grandes réunions telles que celle du Palais de Beaulieu à Lausanne en 1937 (10 000 participants) ou celle, internationale, d'Interlaken en 1938.
Philippe Mottu est mobilisé en 1939, et appelé à la section « Armée et Foyer » de l’état-major de l’Armée, sans doute à l'instigation du  général Guisan lui-même, qui s'appuie sur le Réarmement moral pour mobiliser l'esprit de résistance en Suisse au travers de la propagande de la section « Armée et Foyer ».
Avec Denis de Rougemont et Theophil Spoerri, il participe à la mise sur pied de la Ligue du Gothard, un mouvement de la société civile qui entend lutter « contre le défaitisme et la propagande mensongère » car la Suisse est alors la cible d’une intense propagande nazie. « Nous voulions ainsi proclamer que notre pays entendait rester fidèle à sa tradition démocratique séculaire », disait-il.
Il entre alors au Département fédéral des affaires étrangères à Berne.

### Années de guerre
En 1940, Philippe Mottu prend contact avec un diplomate allemand en poste à Berne, Herbert Blankenhorn, puis, grâce à ce dernier, avec Adam von Trott zu Solz, une des têtes pensantes de la résistance allemande au nazisme. Sur l’invitation de von Trott, Mottu fait un voyage à Berlin en novembre 1942 où il rencontre d’autres membres de la résistance. Pendant un bombardement britannique, Hans-Bernd von Haften, qui est un haut fonctionnaire du ministère des Affaires étrangères allemande, lui demande : « En tant que chrétien, a-t-on le droit de tuer Hitler ? ».
Avec le soutien du ministre des Affaires étrangères, Marcel Pilet-Golaz, Philippe Mottu poursuit les contacts avec von Trott et propose d'établir le contact avec les Alliés en se rendant lui-même aux États-Unis malgré la grande difficulté qu'il y a à sortir de Suisse. En avril 1944, von Trott  se rend en Suisse, et lui promet de l’aide pour rejoindre Lisbonne. De son côté, Allen Dulles, le chef des services secrets américains en Europe lui promet de l’aide pour traverser l’Atlantique. Quelques jours après le débarquement des troupes alliées en Normandie, Mottu est à Stuttgart avec von Trott et ses amis : leur coup d'état est imminent. Mottu part pour Washington ayant mémorisé les noms du nouveau gouvernement allemand.
Au grand désespoir de Mottu, le président Roosevelt et ses conseillers ne prennent pas au sérieux ses informations concernant une résistance allemande au nazisme. Le 20 juillet, l’opération Walkyrie échoue. « Je sais que mes amis de la résistance allemande sont maintenant en immense danger. Mais ce qui me choque tout autant, c’est que la nouvelle est présentée dans la presse américaine comme un fait divers sans signification », écrivait Mottu. Ses pires craintes seront confirmées dans les semaines et les mois qui suivent : von Trott, von Haften et des centaines d’autres sont arrêtés et exécutés.

### Le centre de rencontres de Caux
Philippe Mottu est profondément marqué par le second conflit mondial. En 1943 déjà, une pensée s’impose à lui: « Si la Suisse échappe aux dévastations de la guerre, sa mission sera de créer un centre où Français et Allemands pourraient se réconcilier et construire la paix. Caux est l'endroit. »
Avec l’appui financier d’une centaine de familles suisses, Mottu et Hahnloser achètent l’ancien Caux-Palace. Au cours des premières années (1946-1949), des milliers de Français et d’Allemands, dont le chancelier allemand Konrad Adenauer et le président du conseil français Robert Schuman, participent aux conférences et établissent les bases d'une profonde réconciliation franco-allemande, initiant ainsi de nombreux autres cycles de rencontres dans ce même but de paix et de réconciliation, qui se poursuivent toujours aujourd’hui à Caux. 
Philippe Mottu participe à l'administration du centre de rencontres de Caux au sein du Conseil de la Fondation de Caux de 1946 à 1961 et de 1967 à 1973. Il en est le premier président, de 1946 à 1958. Par la suite, il se consacre de plus en plus à l'écriture de ses nombreux ouvrages.

## Famille
Le 1er septembre 1939, Philippe Mottu épouse Hélène de Trey. Ils auront quatre enfants, et, au moment de la disparition de Philippe Mottu, neuf petits-enfants et une arrière-petite-fille.
Son frère cadet Daniel Mottu sera le Président de la Fondation de Caux de 1977 à 1987.

## Publications
Philippe Mottu est l’auteur de plusieurs ouvrages de réflexion politique et sociale dont, notamment, L’Occident au défi (1963), Révolution politique et révolution de l’homme (1967), Le serpent dans l'ordinateur (1976) et Regards sur le siècle (1996). Il s'y appuie sur des connaissances étendues et une analyse rigoureuse des tendances politique et sociales, ce qui l'amène par exemple à s'interroger sur l'émergence des intolérances et des intégrismes juifs, chrétiens et musulmans ; il est donc amené à s'interroger sur la manière dont l'homme, exposé qu'il est aux mutations brutales du XXe siècle tant dans le domaine technologique que culturel et social, va s'adapter et développer une société harmonieuse dans l'avenir. Il entrevoit un espoir dans la mesure où l'humanité trouvera des ressources spirituelles lui permettant d'envisager son avenir « avec une certaine sérénité ».
Voici la liste complète de ses publications:
- Fondement spirituel d’un renouveau national, dans Pierres d’angle de la Reconstruction nationale, Neuchâtel et Paris, Delachaux & Niestlé SA, 1940.
- La Suisse forge son destin, avec plusieurs membres de la Ligue du Gothard, Neuchâtel, La Baconnière, 1942.
- L’Occident au défi, Neuchâtel, La Baconnière, 1963.
- Démocratie et totalitarisme, publié par la section Armée et Foyer de l’État-major de l’Armée, 1964.
- The Secret of Civilization, publié dans Modernizing America, Los Angeles, Pace Publications, 1965.
- Le destin de l’homme face au monde moderne, publié dans Les conférences du cénacle, Beyrouth, Liban, 1967.
- Révolution politique et révolution de l’homme, Neuchâtel, La Baconnière, 1967.
- Caux - de la belle époque au réarmement moral, Neuchâtel, La Baconnière, 1969 (traduit en anglais et en allemand).
- Le serpent dans l’ordinateur, essai sur le comportement de l’homme mis au défi par la modernité, Neuchâtel, La Baconnière, 1976.
- La dynamique des prix, essai sur le phénomène ondulatoire des marchés boursiers, Genève, Georg & Cie, 1983.
- Les de Trey, bourgeois de Payerne, Morges, Cabédita, 1988.
- Regards sur le Siècle, Lausanne, Éditions L’Âge d’Homme, 1996, 319 pages,  (ISBN 2825107867), préface d’Édouard Balladur.

## Postérité
Penseur mais aussi homme d’action, Philippe Mottu aura joué un rôle dans l’histoire de son pays et de l’Europe, renforçant l’esprit de résistance au fascisme en Suisse, avec la Ligue du Gothard, en soutenant la résistance allemande contre Hitler, et ensuite en provoquant la création du centre de rencontres de Caux.
Pionnier du Réarmement moral en Suisse, il a légué aux générations suivantes le Centre de rencontres de Caux, dont il a été l'instigateur et l'un des principaux administrateurs lors de sa création. Avec audace, il en signé le contrat d'achat en 1946 en compagnie de Robert Hahnloser, engageant ainsi son nom et sa réputation sans avoir encore l'assurance de trouver les fonds nécessaires pour compléter la transaction,.